# Arcania: Gothic 4
Арканија: Готика 4 је четврти наставак серијала игре Готика, и ово је први део који није развијен од Piranha Bytes компаније, већ од стране Spellbound компаније. Први промотивни снимак је открио да је Арканија планирана да буде пуштена у промет у зиму 2009.-е године, али је JoWooD Entertainment компанија је након овога њено пуштање одложила до 2010.-е године. Коначно, игра је пуштена 12.-ог Октобра 2010. године за Windows оперативни систем и исто тако и за Xbox 360 конзолу. Верзија за PlayStation 3 је била планирана за прву половину 2011.-е године, али никад није објављена и пуштена у промет. У Мају 2013.-е године, Nordic Games је објавио Арканија: Готика 4 са свим додацима, Арканија: Готика 4 - Сатарифов пад као Арканија: Комплетна прича и то за PlayStation 3 и Xbox 360 конзолу.

## Заплет
Рат је увелико прекривао целокупни континент и јужна острва и тако је дошао и до идиличног острва Фешир у јужном мору. Протагониста овог дела игре се враћа из претходне авантуре и затиче свој дом и село потпуно уништено и опљачкано. Овде се види како нападачки брод, са заставом на којој је приказан орао, одлази у даљини ка хоризонту. Тражећи освету, главни јунак игре напушта уништено село и ускоро сазнаје да тај напад није дошао од краља који се избезобразио, већ да мрачне силе које управљају њиме су одговорне за то уништење. Снаге зла су се груписале на прагу овог света и наш јунак ће морати да се суочи са тим безименим злом. И опет, наш херој није сам, његова судбина је повезана са прелепом, мистериозном дамом и исто тако са моћним артефактом из давно заборављене прошлости.

## Играње
У поређењу са претходним издањима игре, механизам играња је поједностављен, на пример: постоје свега 3 чини које се могу надограђивати. Исто тако, јунак може да интерагује само са оним лицима у игри који имају име. Исто тако, што се тиче надоградње самих атрибута хероја, не можете их доградити на једном месту, већ морате тражити одређене личности које уче само једну вештину. Сама борба је исто тако поједностављена а и сама камера док сте у борби.

## Историја
Почетак развоја је званично био најављен 23. августа 2007. године, заједно са именом новог произвођача. У основи, овај пројекат је био назван "Готика 4 - Генеза" (енг. Gothic 4: Genesis) али промена имена је уследила 2008. године и тада је назив добио садашњи облик. На конвенцији игара 2008. године, компанија JoWooD Entertainment објавила је ново име за ову игру и то "Арканија: Прича о Готици". Промена је урађена из два разлога:
1. Први разлог је био што овај назив наговештава свет пун фантазије и магије
2. Други је био само због маркетинга, који је морао да помогне да игра успе у Северној Америци, пошто до тада није била ни мало популарна.

Игра је најављена под именом "Арканија: Готика 4" током конференције за новинаре Пољског издавача CD Projekt. Пољски сајт обожаваоца је питао менаџера заједнице Реинхарда Полицеа, познатог као Мегаломанијак, по питању промене имена што је он и одобрио. 1. априла маркетинг менаџер JoWooD Entertainment-а Клеменс Шеиндхофер потврдио је ново име игре на сајту GamersGlobal-а са следећим образложењем:
"Могу да потврдим то! Пошто је датум пуштања игре у промет већ дефинисан, одлучили смо да име "Арцаниа - Прича о Готици" оставимо иза себе и да објавимо коначно име игре као "Арканија - Готика 4". Ова промена је доступна за све земље (Европска и Северна Америка заједно)."
Како је најављено на конференцији 2010. године од стране компаније CD Projekt, верзије за Xbox 360 и Windows оперативни систем развија Spellbound Entertainment група, док је касније, сасвим други студио бива ангажован да се ова верзија игре прилагоди PlayStation 3 платформи. Касније вести потврђују да је верзија за PlayStation 3 одложена до 2011.-е године, док су верзије за Xbox 360 и Microsoft Windows оперативни систем остале непромењене. На конвенцији у Лајпцигу, 2008. године, JoWooD Entertainment је представио Арканију иза затворених врата.
"JoWooD" и "Spellbound Entertainment" су објавили сарадњу са Trinigy компанијом, снабдевачом 3D технологије за покретачки део игара. У склопу лиценцирања на више платформи, Spellbound развија "Арканија: Готика 4" користећи технологију претходно споменуте компаније за 3D покретачки део игре (енг. Vision Engine 7), са неколико одлика новије верзије исте технологије.
Арканија користи покретачку платформу NVIDIA PhysX и то је званично потврдио представник JoWooD Entertainment групе.
2009.-е године, JoWooD Entertainment је пустио у рад званичну интернет страницу за ову игру, откривајући нове информације у виду слика и такозваних снимака екрана током игре. Августа 2009.-е године JoWooD Entertainment је најавио да ће датум објављивања Арканије: Готика 4 бити одложено све до 2010.-е године, дајући Spellbound групи да дотера фине детаље игре.
JoWooD Entertainment је планирао да направио од назива Арканија најуспешнији део игре серијала Готика, и једну од најбољих РПГ игара 2010 године. Септембра 2009.-е године заједница Готике је упутила писмо JoWooD Entertainment групи, жалећи се на недостатак подршке и информација везаних за Арканија: Готика 4.
Марта 2010.-е године, Др. Алберт Сеидл (енгл. Albert Seidl), бивши главни директор JoWooD групе, открио је да ће Арканија бити пуштена у оптицај тек на јесен 2010.-е године. Јуна 2010.-е године, Франц Рослер (енгл. Franz Rossler), тренутно главни директор JoWooD групе је потврдио путем интервјуа да ће Арканија бити пуштена 12. октобра 2010.-е године. Демо верзија игре је пуштена 24.- Септембра 2010.-е године.
Арканија је први пут приказана генералној публици Августа 2010 на Gamescom у Келну у Немачкој. То је била кратка верзија игре само са почетком игре и неким почетним задацима.

### Издања
Игра је пуштена у промет 12. октобра 2010.-е године за Windows и Xbox 360 платформу. Верзија за Xbox 360 платформу била је у плану за прву половину 2011.-е године али након истека датума ништа није објављено. JoWooD група је најавила 13. октобра 2010. године од стране главног директора Франца Рослера (енгл. Franz Rossler), да Арканија мора да добије неколико надоградњи у 2011.-ој години. Ништа није било споменуто око те саржине надоградњи.
Надоградња за овај део игре је објављена 23. новембра 2010. године за PC платформу. Ова надоградља благо мења конструкцију димике игре, повећавајући укупне перформансе и која игру ослобађа од отказивања током играња.
Дана 9. децембра 2010.-е године, JoWooD је најавио да ће пустити у промет Арканија: Готика 4 - Сатарифов пад у 2011.-ој години - прва надоградња од неколико планираних везаних за Арканију. Поред додатних сати играња, нових локација чудовишта и задатака, ова надоградња нас упознаје са новим одликама - могућност да се игра са познатим ликовима из серијала игре Готика. Новембра 2012.-е године, Nordic Games је најавио да ће Арканија: Готика 4 и њена надоградња Арканија: Готика 4 - Сатарифов пад бити доступна 31. маја 2013. године као "Арканија: Комплетна прича" за PlayStation 3 и Xbox 360 платформу.

### Додаци
Октобра 2011.-е године "Сатарифов пад" је коначно пуштен у промет за компјутерску платформу након дугог кашњења и одлагања и који нуди само четири до осам сати додатног играња.
Верзија за PlayStation 3 је пуштена у промет Маја 2013.-е године под називом "Арканија - Комплетна прича" где укључује и надоградњу "Арканија: Сатарифов пад".

### Наставци
На основу интервјуа са бившим генералним директором JoWooD-а, Др. Албертом Сеидлом, изгледа да је планиран наставак. Августа 2011.-е године, JoWooD бренд је прешао у руке Nordic Games-а, што је проширило њихово уговор да поново покрену кључне серијале игара као што су "The Guild", "SpellForce", "Арканија" и друге.

## Критике
Почетни коментари везани за "Арканију" су били осредњи, Metacritic је дао резултат 63 од 100 (базирано на 25 критика) за верзију на рачунару. Игра је похваљена за добру графику и вредност производње, али и поред похвала, тешко је критикована зато што је прича доста одвојена од претходних делова Готике у циљу да привуче што више обичних играча и да испуни очекивања обожаваоца.
GameSpot је дао оцену 5 од 10 и при томе образложио изјавом: "Арканија је спуштена на ниво генеричке игре улоге, тако да она није део Готике него њена замена".

## Остале везе
- Званични веб-сајт